# Rhododendron tuba
Rhododendron tuba är en ljungväxtart som beskrevs av Herman Otto Sleumer. Rhododendron tuba ingår i släktet rododendron, och familjen ljungväxter. Inga underarter finns listade i Catalogue of Life.